# Stegostoma fasciatum
Requin-zèbre, Requin-léopard
Famille
Genre
Espèce
Répartition géographique
Statut de conservation UICN

 EN A2abcd+3cd+4abcd : En danger
Le requin-zèbre (Stegostoma tigrinum) est une espèce de requins qui vit dans les océans Indien et Pacifique. Il est le seul représentant de la famille des Stegostomatidae et du genre Stegostoma.

## Description et caractéristiques
Il est ainsi nommé car au stade juvénile son corps est zébré, avant de laisser place à la maturité à des taches sombres, semblables à celles d'un léopard - d'où les deux noms vernaculaires de l'espèce (qui ont d'ailleurs longtemps considérées comme des espèces séparées par les biologistes, l'autre étant Stegostoma tigrinum (Forster, 1781)).
Adulte, il mesure de 2,5 à 3m, au maximum 3,5 m. Il pèse jusqu'à plus de 30 kg. Il peut vivre 25 ans.
Le requin zèbre a un corps cylindrique, terminé par un museau arrondi arborant deux très grosses narines rondes et une bouche en position ventrale, dessinant un sourire. Toutes les nageoires sont arrondies, les deux dorsales assez courtes, et la queue est très allongée et unilobée (non divisée en deux). Le tronc est structuré par des côtes longitudinales très marquées.

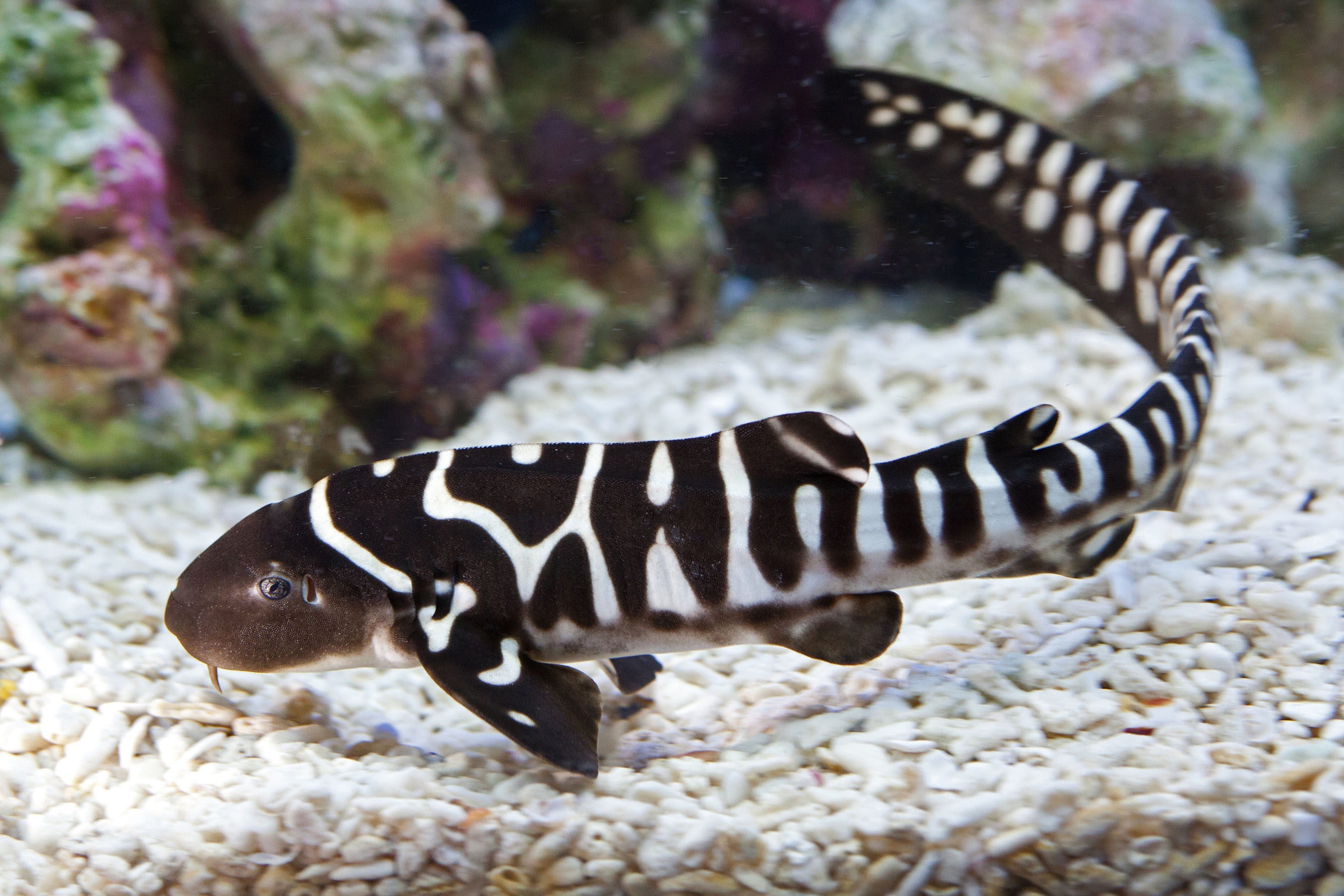
Juvénile (stade « zèbre »)
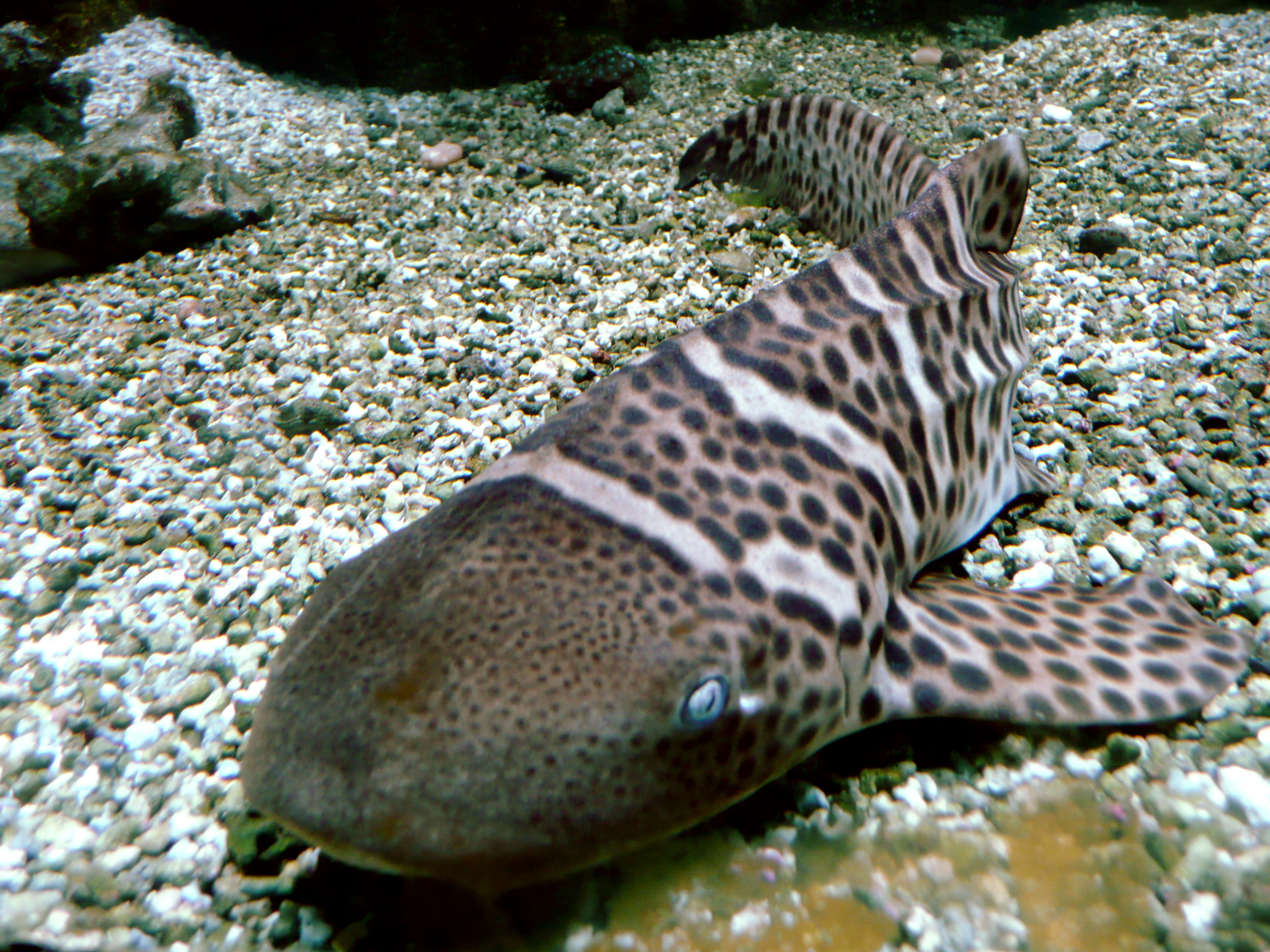
Livrée intermédiaire
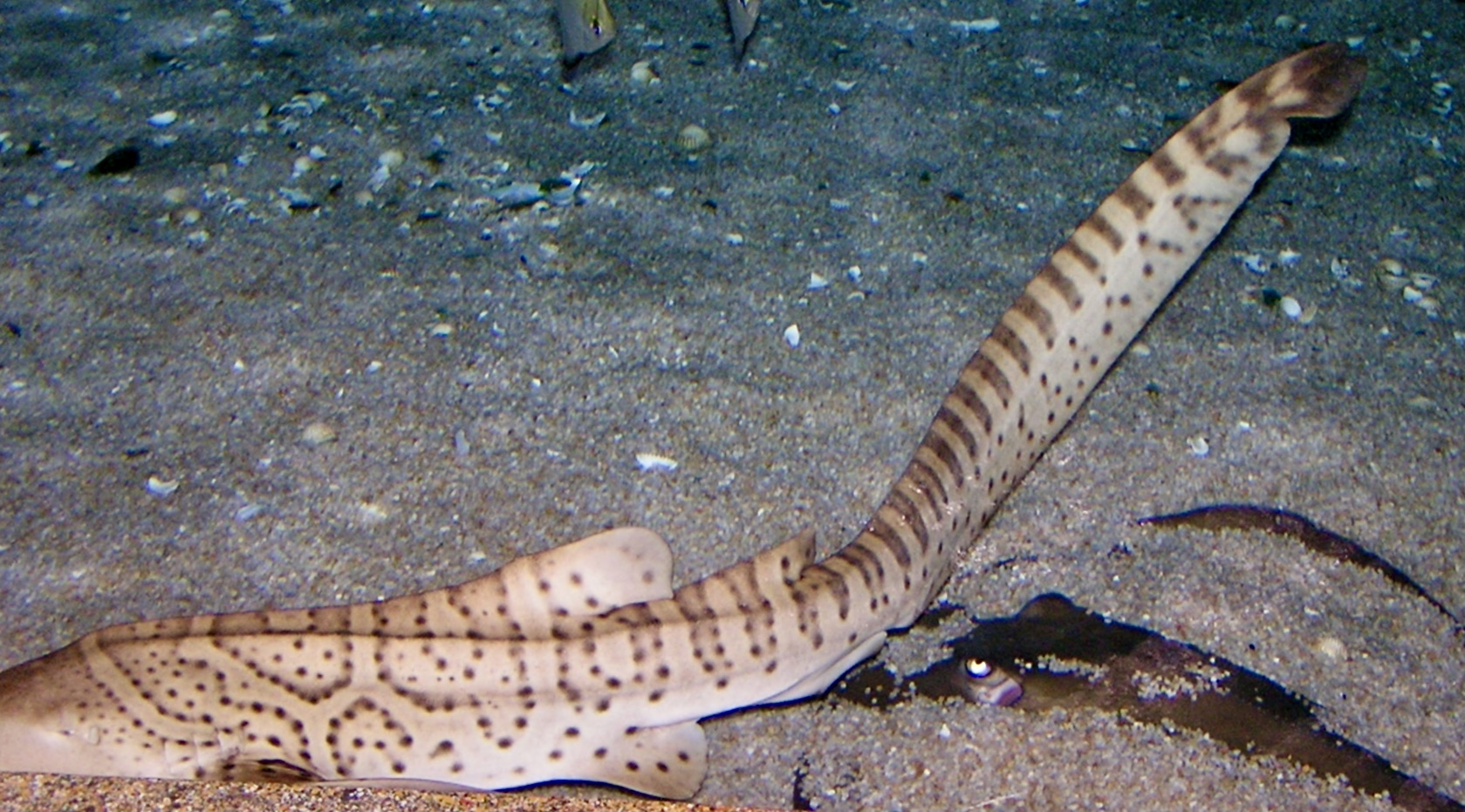
Autre livrée intermédiaire
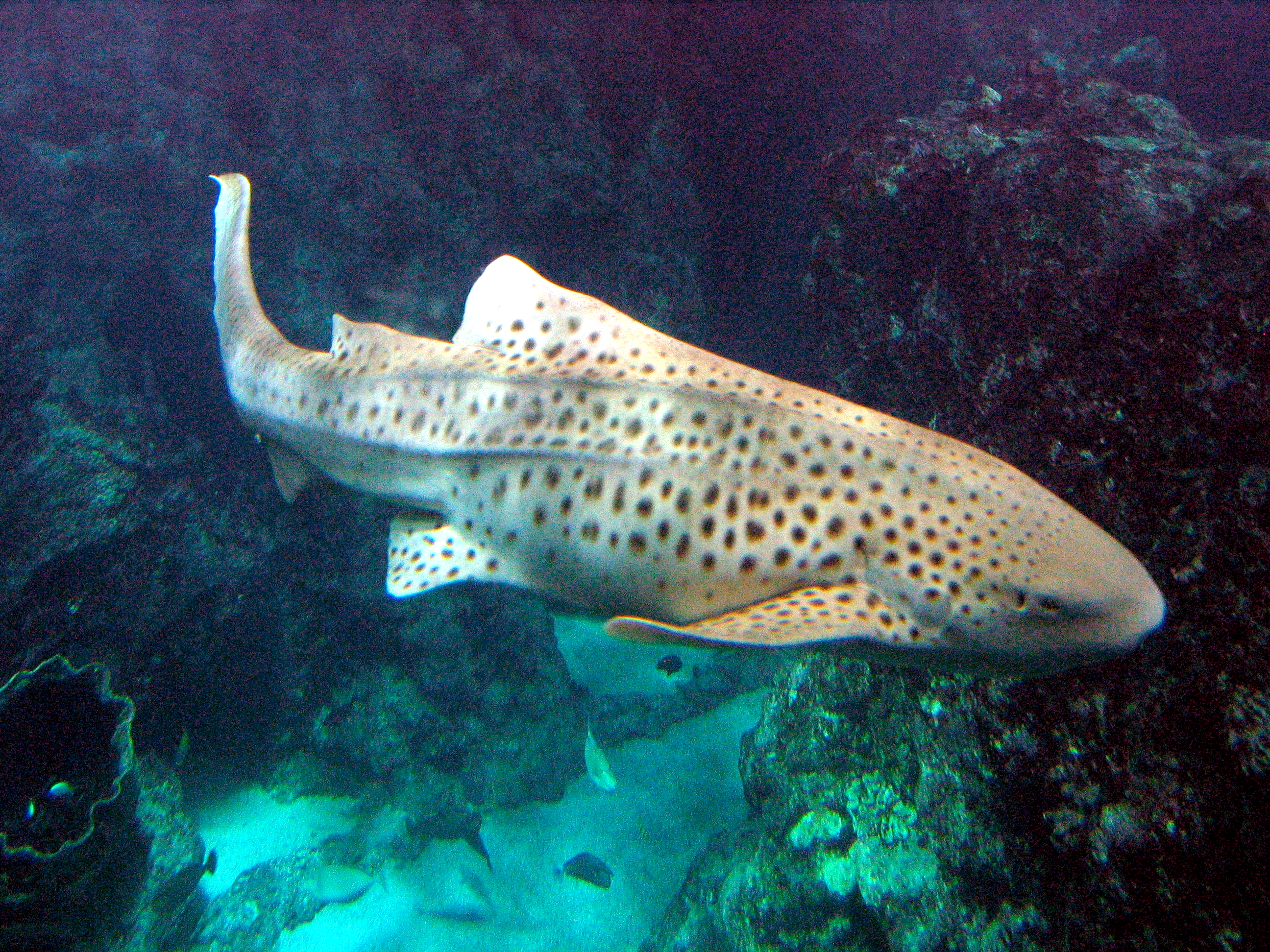
Adulte (stade « léopard ») Océanopolis, Brest, France

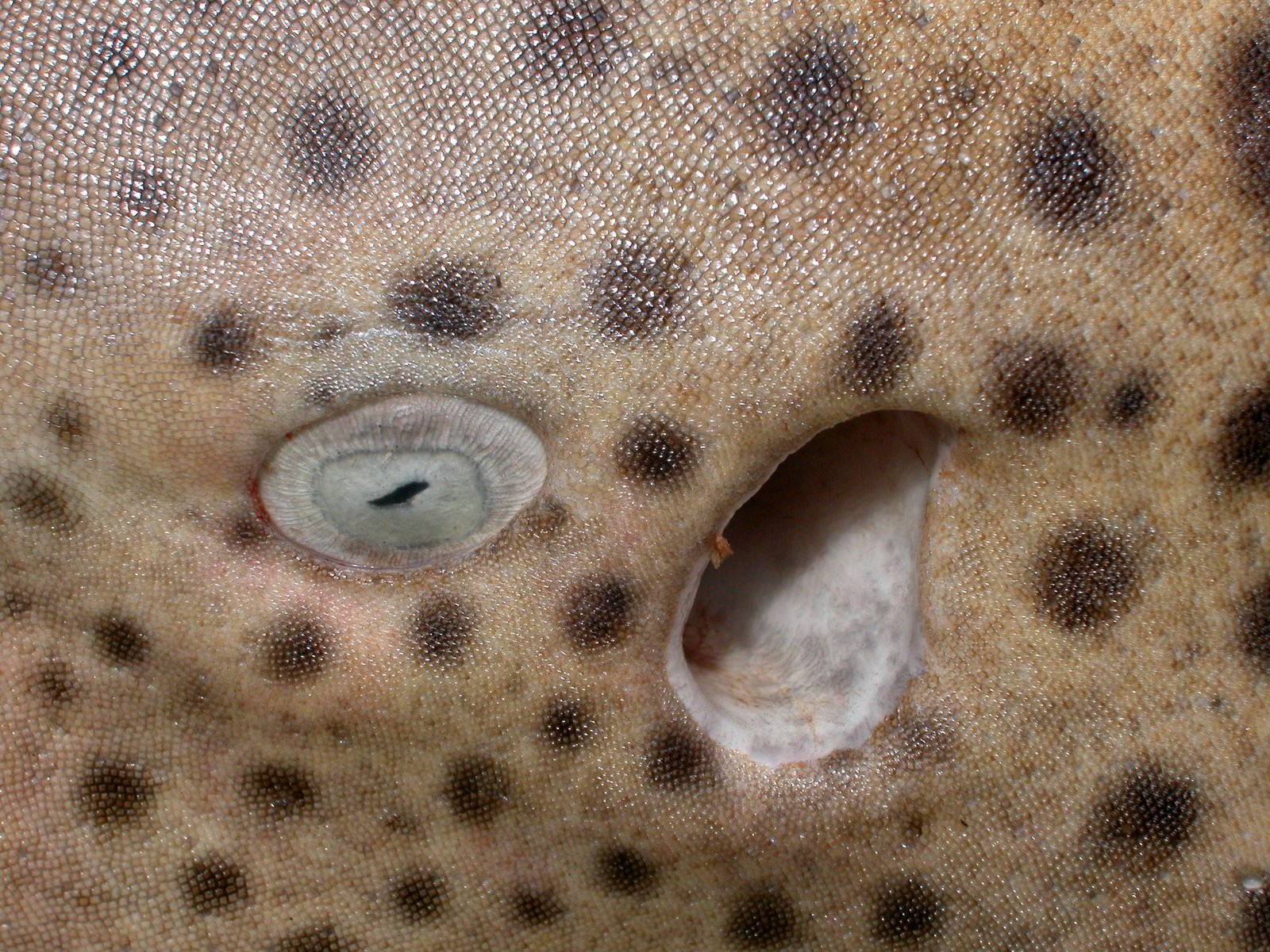
Œil et spiracle de requin-léopard
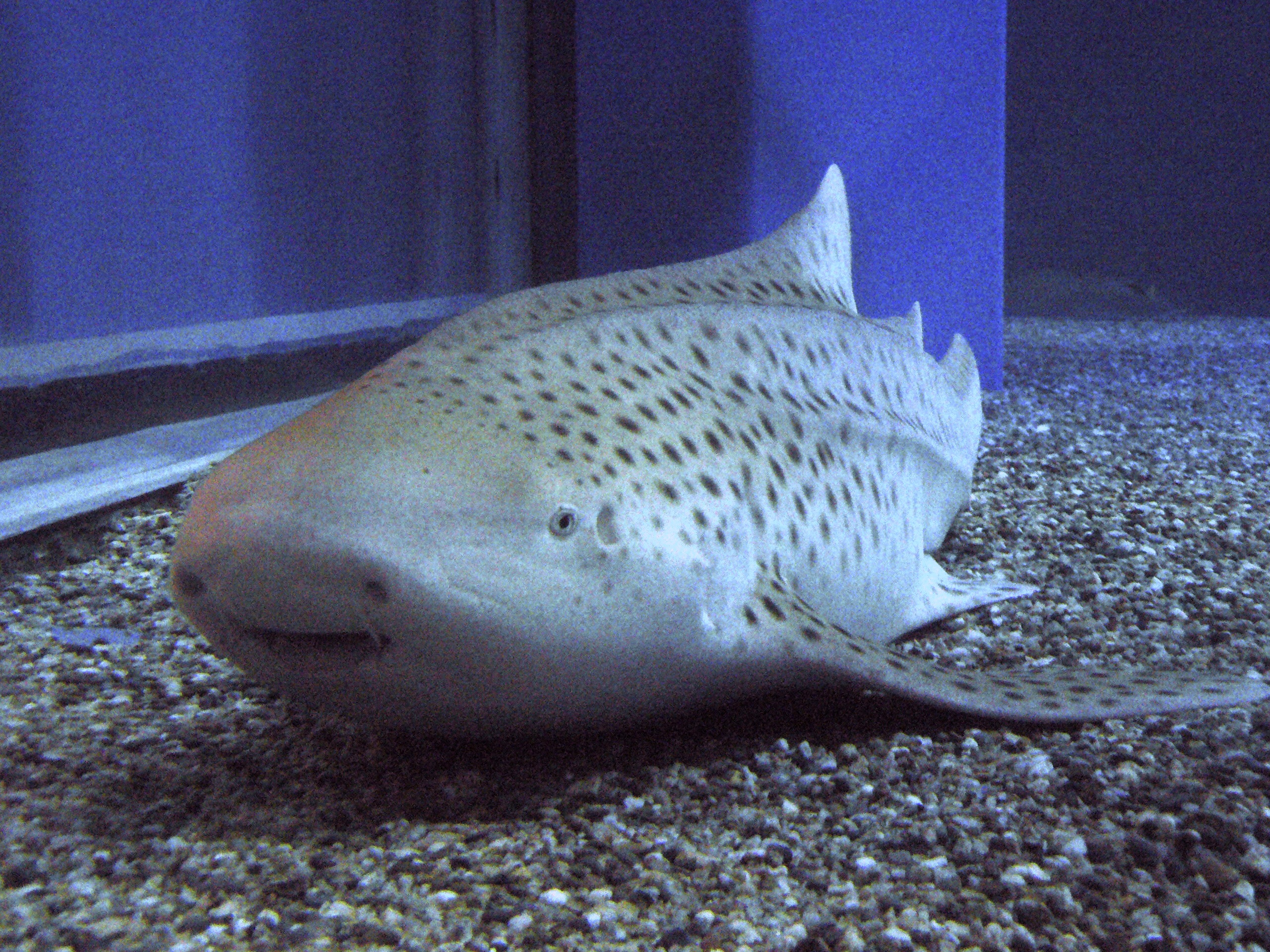
De face
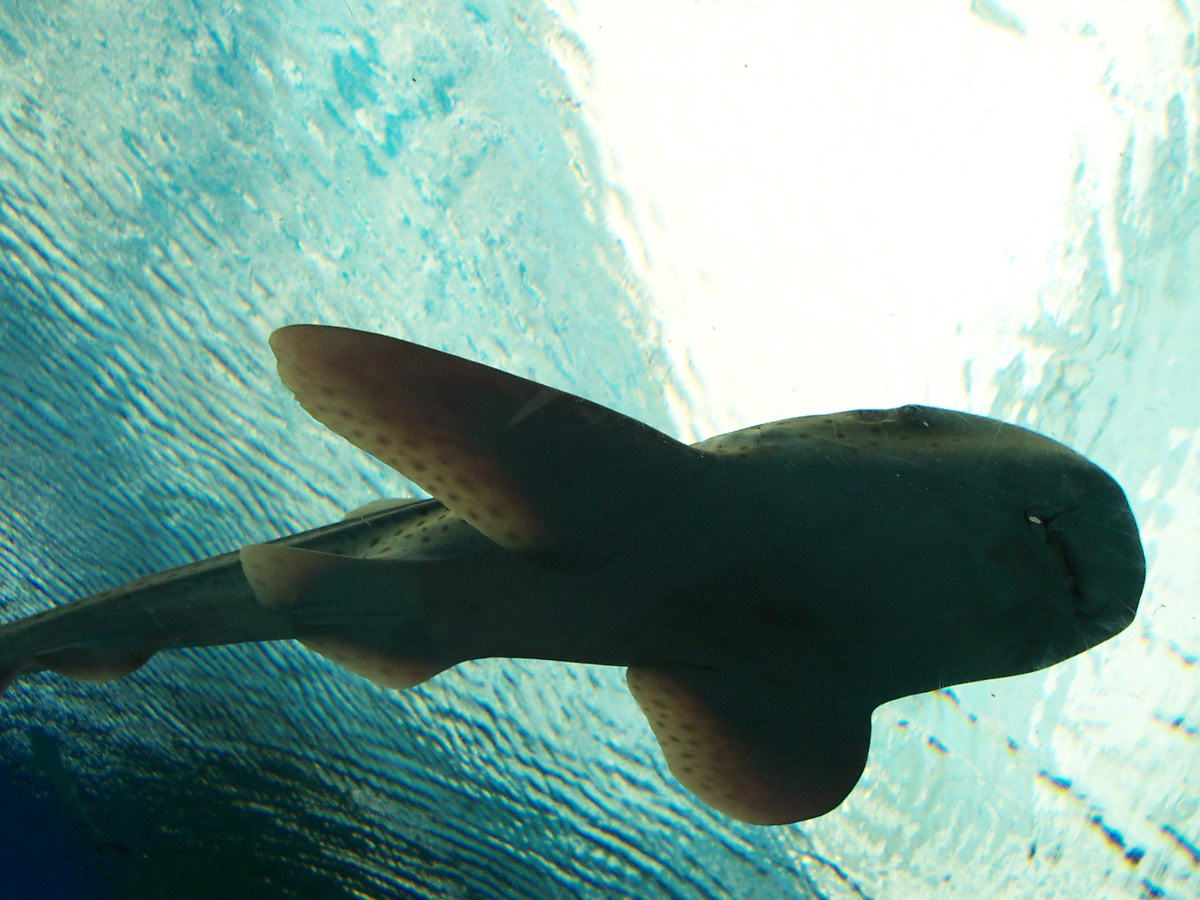
Du dessous
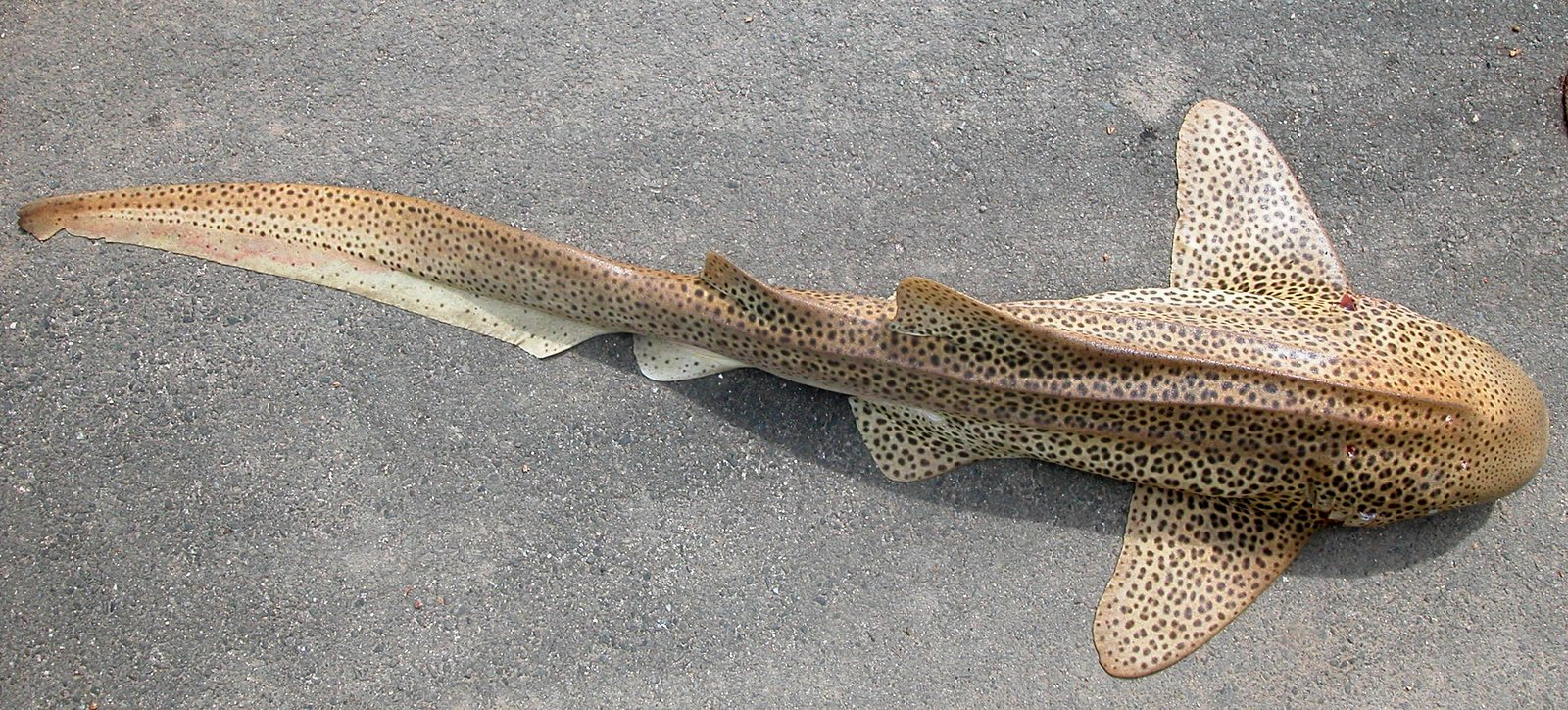
Du dessus.

## Habitat et répartition

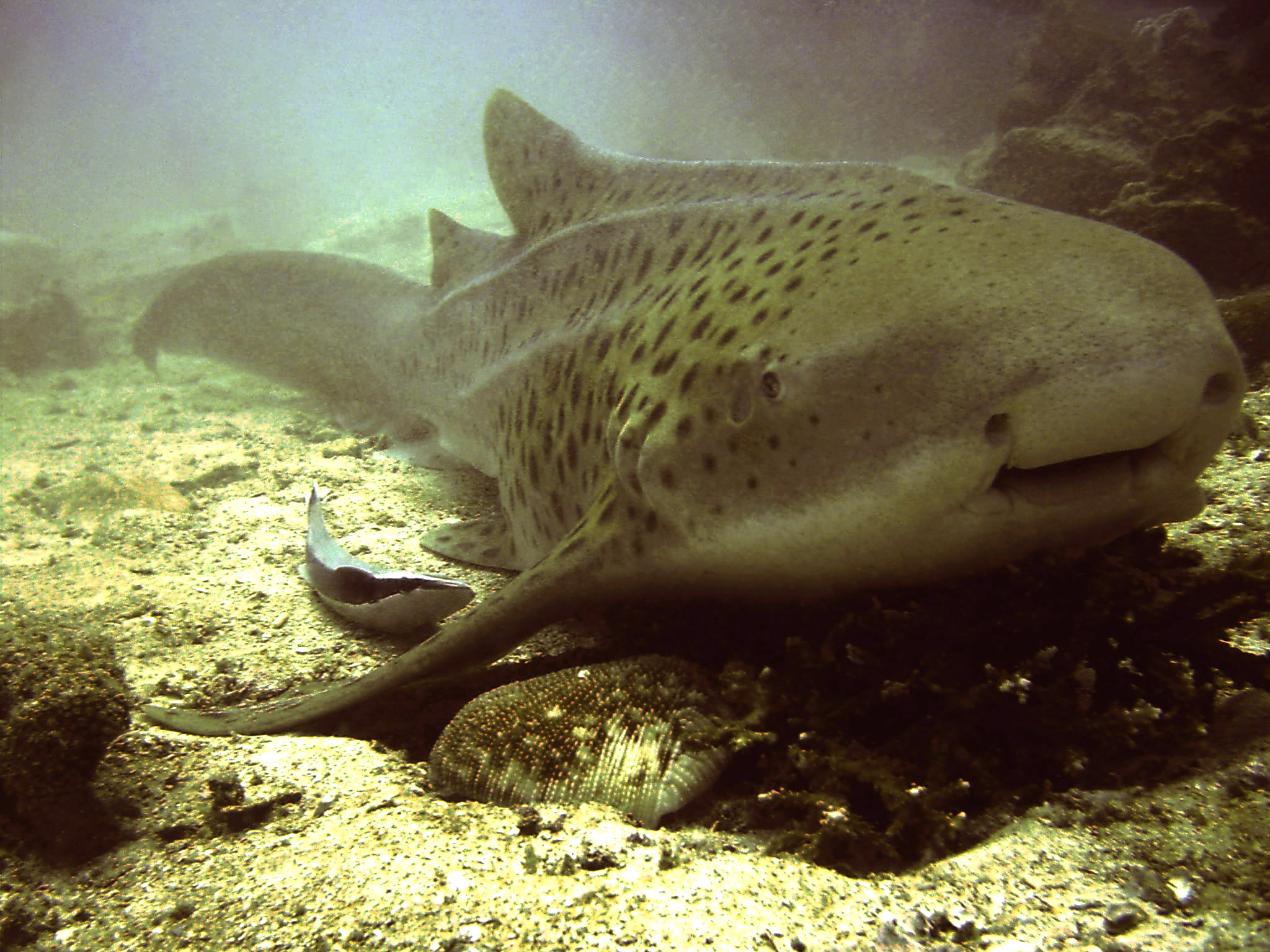
Requin-léopard, îles Similan, Thaïlande.

Il vit généralement collé sur les fonds sableux des récifs coralliens dans les océans Indien et Pacifique, de la Mer Rouge à la Nouvelle-Calédonie.

## Écologie et comportement

### Alimentation
Ce petit requin très pacifique se nourrit essentiellement de mollusques dont des bivalves et des escargots de mer, de crustacés dont des crabes et des crevettes, de petits poissons et quelques fois de serpents de mer.

### Reproduction
La  maturité  sexuelle  du requin zèbre est fonction  de  sa longueur : 1,47 m pour les mâles et 1,69 m pour les femelles.
Le requin zèbre est ovipare : les femelles produisent plusieurs dizaines de grandes capsules d'œufs, enveloppes brunes caoutchouteuses et solides, qu'ils ancrent à des structures sous-marines via des vrilles adhésives. Les bébés requins zèbres mesurent à la naissance de 20 à 30 cm.

## Menaces
Le requin zèbre est pêché, comme tous les requins, sans réel contrôle, pour sa viande, ses ailerons et son huile ; et il est vendu sur  les  marchés  aux  poissons  d’Indonésie, de  Thaïlande, des Philippines, du  Pakistan, d’Inde  et de  Taïwan. On utilise sa chair pour fabriquer des farines de poissons utilisées par l’aquaculture. On fabrique aussi du cuir avec sa peau.